# Hammer Hill Road Sports Ground
 (avril 2025).
Le Hammer Hill Road Sports Ground (en chinois : 斧山道運動場), est un stade multi-sports hong-kongais (servant principalement pour le football et l'athlétisme) situé dans le quartier de Diamond Hill, à l'est de Kowloon.
Le stade sert de terrain à domicile pour les équipes de football du Happy Valley AA et du Biu Chun Rangers FC.

## Histoire
L'entrée principale du stade est située sur Hammer Hill Road, et la sortie sur Yongding Road.
Le stade comprend une piste d'athlétisme (de 1400 m), un terrain de football avec des projecteurs, une tribune couverte pouvant accueillir jusqu'à 2200 spectateurs, ainsi que plusieurs places de parking.